# 成宮周

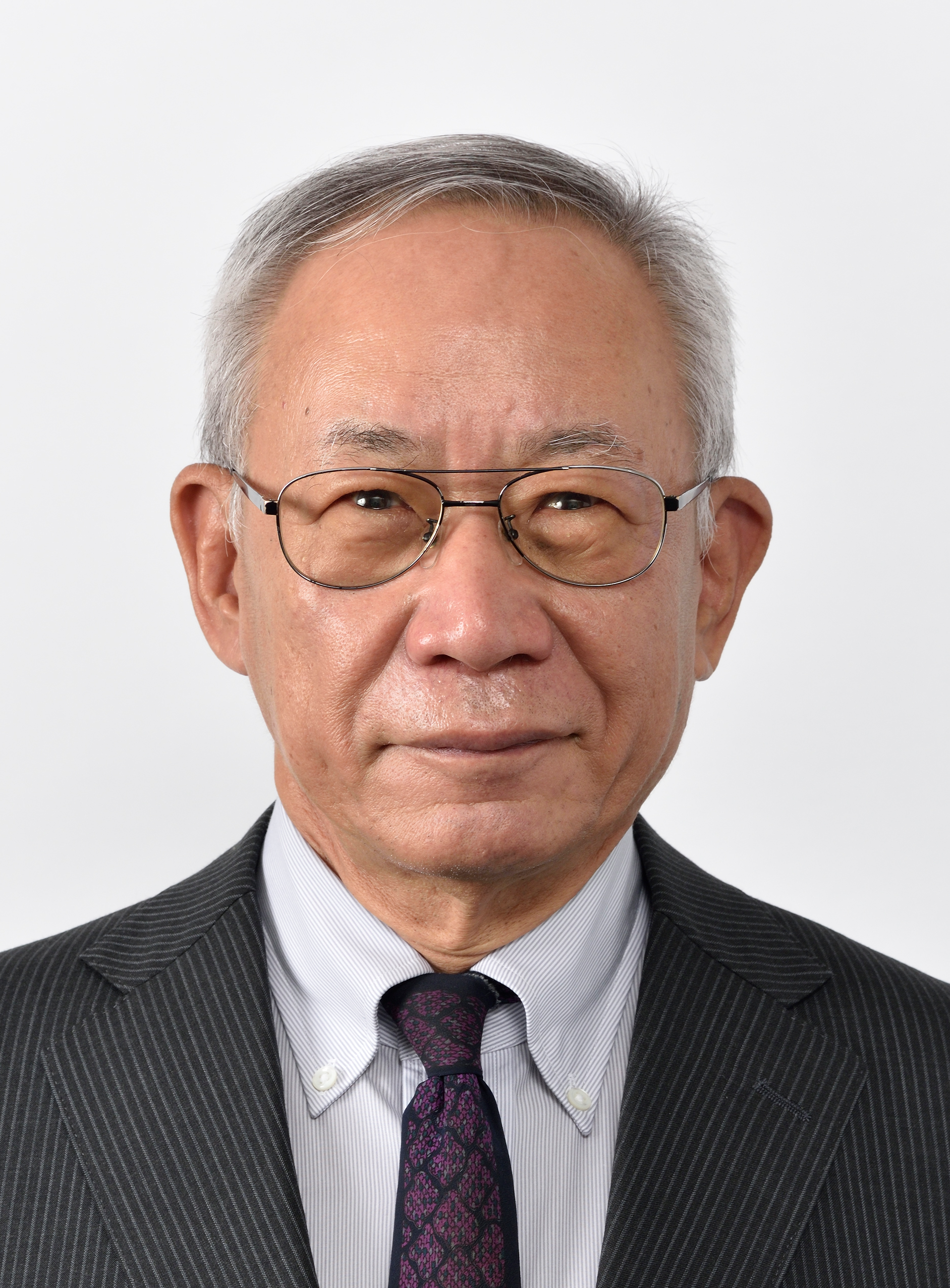
文化功労者顕彰に際して公表された肖像写真

成宮 周（なるみや しゅう、1949年1月17日 - ）は、日本の医学者。京都大学名誉教授・京都大学大学院医学研究科特任教授・同メディカルイノベーションセンター長。専門は、薬理学・生化学。滋賀県愛知郡愛知川町出身。

## 業績
生体の恒常性に関わる生理活性物質プロスタグランジンの働きを伝える8種の受容体を同定、プロスタグランジンを介する発熱反応、炎症、痛み感受性の亢進、受精、陣痛招来、心血管系の恒常性維持などの分子機構を明らかにした。また、低分子量Gタンパク質Rhoの解析プローブであるボツリヌスC3酵素を発見、Rhoの下流で働くROCK, mDiaなどの標的タンパク質を同定・解析し、刺激によって細胞内でアクチン細胞骨格がどのように形成され、接着、移動、分裂などの細胞運動を担っているかを解明、さらに、ROCK特異的阻害薬Y-27632を発見し、Rho-ROCK径路の平滑筋収縮、ガンの転移浸潤、神経軸索の退縮などの働きを明らかにした。

## 学歴
- 1967年 - 滋賀県立彦根東高等学校卒業
- 1973年 - 京都大学医学部卒業
- 1979年 - 京都大学大学院医学研究科博士課程修了(京都大学医学博士)

## 職歴
- 1973年 - 京都大学医学部附属病院内科研修医
- 1979年 - 英国ウエルカム研究所博士研究員
- 1981年 - 京都大学医学部助手
- 1988年 - 京都大学医学部助教授
- 1992年 - 京都大学教授
- 1995年 - 京都大学大学院医学研究科教授(大学院重点化による組織変更)
- 2004年〜2007年 - 京都大学医学研究科長・医学部長
- 2010年 - 京都大学医学研究科メディカルイノベーションセンター・センター長
- 2013年 - 京都大学名誉教授・京都大学医学研究科特任教授
- 2016年 - 京都大学医学研究科寄附講座創薬医学講座主任

### 学外での活動
- 2018年07月 - 第18回国際薬理学会議、会長

## 受賞歴
- 1998年10月 - 大阪科学賞
- 1999年11月 - 武田医学賞、ベルツ賞2等賞
- 2000年06月 - ゴールドメダル（Giovanni Lorenzini財団[2]）
- 2002年03月 - 上原賞
- 2006年07月 - 恩賜賞・日本学士院賞
- 2008年05月 - ユリシーズメダル（University College Dublin)[3]
- 2009年07月 - Inflammation Research Lifetime Achievement Award（国際炎症学会連合）
- 2011年09月 - 岡本国際賞
- 2012年03月 - 日本薬理学会 江橋節郎賞
- 2015年07月 - Lifetime Achievement Award, The Eicosanoid Foundation[4].

## 栄典
- 2005年4月 - 紫綬褒章[5]
- 2017年11月 - 文化功労者
- 2022年11月 - 瑞宝重光章[6]

## 主要論文
- A new metabolic pathway of tryptophan initiated by tryptophan side chain oxidase. / 「トリプトファン側鎖酸化酵素に初発するトリプトファンの新しい代謝経路」 京都大学学位論文 甲第2217号, 1979, NAID 500000287415
- 北徹、横出正之、渡辺嘉雄、成宮周、河合忠一、泡沫細胞とリポ蛋白レセプター 動脈硬化 1985年 13巻 1号 p.23-31, doi:10.5551/jat1973.13.1_23
- 成宮周、列挙から本質へ(アラキドン酸代謝物研究の新しいアプローチ) ファルマシア 1987年 23巻 12号 p.1226-1227, doi:10.14894/faruawpsj.23.12_1226
- Narumiya S, Sugimoto Y, Ushikubi F: Prostanoid receptors: structures, properties, and functions. Physiol Rev, 79: 1193-1226, 1999., PMID 10508233, doi:10.1152/physrev.1999.79.4.1193
- 椛島健治、成宮周、宮地良樹、プロスタノイドの皮膚・粘膜免疫における新たな役割 炎症・再生 2004年 24巻 1号 p.35-42, doi:10.2492/jsir.24.35